# Кампестри-да-Серра
Кампестри-да-Серра (порт. Campestre da Serra)  —  муниципалитет в Бразилии, входит в штат Риу-Гранди-ду-Сул. Составная часть мезорегиона Северо-восток штата Риу-Гранди-ду-Сул. Входит в экономико-статистический  микрорегион Вакария. Население составляет 3255 человек на 2006 год. Занимает площадь 538,000 км². Плотность населения — 6,1 чел./км².

## Статистика
- Валовой внутренний продукт на 2003 составляет 44.892.585,00 реалов (данные: Бразильский институт географии и статистики).
- Валовой внутренний продукт на душу населения на 2003 составляет 13.959,14 реалов (данные: Бразильский институт географии и статистики).
- Индекс развития человеческого потенциала на 2000 составляет 0,782 (данные: Программа развития ООН).